# Central nuclear Big Rock Point
La Central Nuclear Big Rock Point funcionó de 1962 a 1997. Era propiedad y se encargaba de su funcionamiento Consumers Energy. Su reactor de agua hirviendo fue fabricado por General Electric (GE) y tenía una capacidad de producción de 67 megavatios de electricidad.

## Historia
Big Rock Point fue la primera planta de energía nuclear de Míchigan y la quinta de los Estados Unidos. También producía Cobalto 60 para la industria médica. Su permiso de la Nuclear Regulatory Commission fue concedido el 29 de agosto de 1962, y la primera electricidad se generó el 8 de diciembre de 1962.
Un video promocional de la planta contaba con la actuación como presentador del entonces portavoz de GE Ronald Reagan.

## Hechos y Cifras
- Dimensiones del tanque del reactor: 30 pies de alto x 9 pies de diámetro.
- Grosos de las paredes del tanque del reactor: 5 1/2 pulgadas
- Una sola carga de 10 toneladas de combustible de uranio para el reactor de Big Rock podía generar la misma cantidad de electricidad que 260.000 toneladas de carbón.

## El fin
Consumers Energy ya había anunciado previamente que el permiso de funcionamiento de Big Rock Point nos sería renovado cuando venciera el 31 de mayo de 2000. No obstante, motivos económicos demostraron en enero de 1997 que no era factible mantener el funcionamiento de Big Rock Point hasta la fecha de vencimiento de la autorización.
Enfrentados con la alternativa de cerrar la planta inmediatamente o jubilar la planta con dignidad después de 35 años de funcionamiento, Consumers eligió esta segunda opción, dando tiempo a los empleados para prepararse y celebrando una ceremonia que rindió honores a la contribución de Big Rock Point a la industria y a los muchos años de seguro y fiable funcionamiento.
El reactor fue apagado por última vez a las 10:33 a. m. horario del Este, el 29 de agosto de 1997- 35 años después de la fecha en que se había emitido su permiso de funcionamiento.
Debido a sus contribuciones a las industrias nuclear y médica, la American Nuclear Society designó Big Rock Point como espacio histórico nuclear.

## Desmantelamiento
El tanque del reactor de 235.000 libras fue trasladado a Barnwell, Carolina del Sur el 7 de octubre de 2003. 
Todo lo de Big Rock Point, incluida la estructura esférica de contención de 130 pies de alto, ha sido demolido. Además de los ocho cascos de combustible gastado, existen pocos signos de que el emplazamiento fue una planta de energía nuclear, estando prevista el completar la demolición en el año 2006.
Los costes totales de desinstalación se calcula ascenderán a 350.000.000 dólares.